# Hastighetsåkning på skridskor vid olympiska vinterspelen 1924

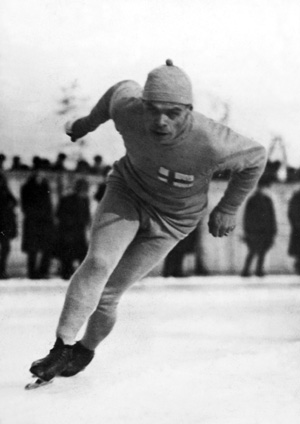
Clas Thunberg från Finland skördade stora framgångar.

Resultat från tävlingarna i hastighetsåkning på skridskor vid olympiska vinterspelen 1924 i Chamonix, Frankrike. USA, Finland och Norge vann samtliga medaljer.

## Medaljsummering
| Gren                     | Guld                    | Silver                  | Brons                                    |
| 500 meter Detaljer...    | Charles Jewtraw USA     | Oskar Olsen Norge       | Roald Larsen Norge Clas Thunberg Finland |
| 1 500 meter Detaljer...  | Clas Thunberg Finland   | Roald Larsen Norge      | Sigurd Moen Norge                        |
| 5 000 meter Detaljer...  | Clas Thunberg Finland   | Julius Skutnabb Finland | Roald Larsen Norge                       |
| 10 000 meter Detaljer... | Julius Skutnabb Finland | Clas Thunberg Finland   | Roald Larsen Norge                       |
| Allround Detaljer...     | Clas Thunberg Finland   | Roald Larsen Norge      | Julius Skutnabb Finland                  |

## Deltagare
Elva åkare deltog i alla fyra individuella tävlingar. Totalt deltog 31 åkare från tio länder:
- Belgien (4)
- Finland (3)
- Frankrike (4)
- Kanada (1)
- Lettland (1)
- Norge (5)
- Polen (1)
- Storbritannien (4)
- Sverige (2)
- USA (6)

## Medaljtabell
| Pl. | Nation  | Guld | Silver | Brons | Totalt |
| --- | ------- | ---- | ------ | ----- | ------ |
| 1   | Finland | 4    | 2      | 2     | 8      |
| 2   | USA     | 1    | 0      | 0     | 1      |
| 3   | Norge   | 0    | 3      | 4     | 7      |